# Cisterna delle Sette Sale
La Cisterna delle Sette Sale es un complejo de cisternas, todavía bastante bien conservado, que fue construido en la ladera de la colina del Oppio, cambiada para adaptarse al terreno. Las cisternas comprenden nueve (no siete) cámaras paralelas de 17,4 metros de ancho y que van desde 96 hasta 130 pies de largo. El nombre de siete salas proviene del hecho de que, cuando el complejo se observó en la segunda mitad del siglo XVIII, fueron reconocidas solo siete cámaras.